# 鼓楼西剧场
鼓楼西剧场，位於北京市西城区鼓楼西大街小八道湾胡同6号。

## 简介
鼓楼西剧场的所在地原是全总文工团排练场，葛优曾在此排演话剧《西望长安》，赖声川导演的话剧《绝不付账》在此彩排。後此处闲置多年。2014年，制作人李羊朵承包该排练场并改建为鼓楼西剧场。2014年4月25日至5月11日，英国戏剧《枕头人》在鼓楼西剧场上演，成为鼓楼西剧场的首演剧目，由导演周可指导，演员赵立新主演。从2014年到2015年，鼓楼西剧场先后上演《雷雨》、《五人间》、《早餐》、《丽南山的美人》等自制剧目，以及其他外来剧目。